# John Fine
John Fine (* 26. August 1794 in New York City; † 4. Januar 1867 in Ogdensburg, New York) war ein US-amerikanischer Jurist und Politiker. Zwischen 1839 und 1841 vertrat er den Bundesstaat New York im US-Repräsentantenhaus.

## Werdegang
John Fine wurde Ende des 18. Jahrhunderts in New York City geboren und wuchs dort auf. Er erhielt Privatunterricht. 1809 graduierte er am Columbia College (heute Columbia University) in New York City. Er studierte Jura an der Litchfield Law School in Connecticut. Seine Zulassung als Anwalt erhielt er 1815 und begann dann in Ogdensburg im St. Lawrence County zu praktizieren. Er war zwischen 1821 und 1833 als Kämmerer (treasurer) im St. Lawrence County tätig und von 1824 bis zu seinem Rücktritt im März 1839 Richter am Court of Common Pleas im St. Lawrence County. Politisch gehörte er der Demokratischen Partei an.
Bei den Kongresswahlen des Jahres 1838 für den 26. Kongress wurde Fine im 14. Kongresswahlbezirk von New York in das US-Repräsentantenhaus in Washington, D.C. gewählt, wo er am 4. März 1839 die Nachfolge von James B. Spencer antrat. Er schied nach dem 3. März 1841 aus dem Kongress aus.
Am 16. Februar 1843 wurde er wieder Richter am Court of Common Pleas – eine Stellung, die er bis zu der Auflösung des Gerichts im Jahr 1847 innehatte. Er kandidierte erfolglos in den Jahren 1847 und 1849 für den Posten des Richters am New York Supreme Court. 1848 saß er im Senat von New York. Danach ging er wieder seiner Tätigkeit als Anwalt nach. Er verstarb am 4. Januar 1867 in Ogdensburg und wurde dann auf dem gleichnamigen Friedhof beigesetzt. Zu jenem Zeitpunkt war der Bürgerkrieg ungefähr eineinhalb Jahre zu Ende.